# Филателија
Филателија (грч. philos-пријатељ, ateleia-франкирање) је појам који означава сакупљање поштанских марака. Филателија, као и нумизматика, спада у скупе хобије. Због своје љепоте и тематске разноликости који обухватају сва подручја људске дјелатности и стваралаштва, поштанске марке су изузетно тражене и занимљиве широком кругу људи. Данас у свијету постоји милион сакупљача поштанских марака, односно филателиста. Филателија обухвата систематско сакупљање и проучавање марака и других поштанских докумената. Прије изласка прве поштанске марке поштанске пошиљке су жигосане различитим жиговима. Такве жигове обједињујемо под именом „предфилателичко раздобље“.
Прва поштанска марка изашла је у Енглеској 6. маја 1840. године. На првој поштанској марки у свијету отиснут је лик енглеске краљице Викторије. Због своје црне боје названа је Black Penny или Црни пени. С накнадним доштампавањем укупно је издато 63 милиона комада те марке. Прва организована група сакупљача поштанских марака, будућих филателиста, састала се у Лондону 1863. године. До данас је у цијелом свијету изашло око 500.000 различитих марака. Човек који се бави филателијом назива се филателиста.

## Етимологија
Реч „филателија“ је транслитерација француске речи „philatélie“, коју је сковао Жорж Ерпен 1864. године. Ерпин је навео да су се марке сакупљале и проучавале претходних шест или седам година и да је за нови хоби било потребно боље име од timbromanie (отприлике „манија печата“), што му се није допадало. Алтернативни термини „тимброманија“, „тимброфилија“ и „тимбрологија“ постепено су изашли из употребе пошто је филателија постала прихваћена током 1860-их. Ерпин је узео грчки корен речи φιλ(ο)- phil(o)-, што значи „привлачност или склоност према нечему“, и ἀτέλεια ateleia, што значи „ослобођен дажбина и пореза“, да би формирао неологизам „philatélie“.

## Историја

### Деветнаестог века
Као прикупљачко поље, филателија се појавила након увођења поштанских марака 1840, али није стекла велику привлачност све до средине 1850-их. У САД, рани колекционари били су познати као сакупљачи марака. Поштанска служба Сједињених Држава поново је издала марке из 1875. године због јавне потражње за 'старим маркама', укључујући и оне пре Америчког грађанског рата. Неки аутори верују да се први филателиста појавио на дан пуштања прве светске поштанске марке, датиране на 6. мај 1840. године, када је адвокатска канцеларија Ливерсон, Денби и Лави из Лондона послала писмо у Шкотску франкирано са десет нерезаних црних пенија, са жигом поште „LS.6MY6. 1840.” Године 1992, на аукцији у Цириху ова коверта је продата за 690.000 франака.
Већ 1846. године у Енглеској су били познати случајеви прикупљања марака у великом броју. Међутим, без разлога за прикупљање, маркице су у овом тренутку коришћене за лепљење тапета. Првим филателистом сматра се управник поште по имену Мансен, који је живео у Паризу, а 1855. године продао је своју колекцију у којој су се налазиле скоро све до тада издате поштанске марке. Трговац маркама и продавац половних књига Едард де Лапланте купио ју је, препознајући коначну колекционарску вредност поштанске марке. Због бума популарности и вести о овој трансакцији, почели су да се појављују трговци маркама попут Лапланта.
Крајем 19. века прикупљање марака достигло је стотине хиљада људи свих класа. Чак су и неке државе имале колекције поштанских марака, на пример, Енглеска, Немачка, Француска, Баварска и Бугарска. У земљама које су држале националне збирке, музеји су грађени да би се историја тог народа посветила филателијом, а први такви појавили су се у Немачкој, Француској и Бугарској. Наводно, у првом од ових музеја била је смештена колекција Британског музеја, чији кустос је био посланик Томас Таплинг, а који ју је завештао Музеју 1891. Музеј за комуникацију у Берлину је такође имао велику колекцију марака. Највећа збирка тог времена припадала је барону Филипу фон Ферарију у Паризу.
Како се број издања поштанских марака повећавао сваке године, прикупљање је постајало све теже. Стога су се од раних 1880-их појавили „колекционарски стручњаци“ који су своју колекцију специјализовали само за један део света, групу нација, или чак само један народ.

### Двадесети век
Филателија као једна од најпопуларнијих врста сакупљања наставила је да се развија у 20. веку. Заједно са каталозима „Скот”, „Стенли Гибонс” и „Ивер и Телије”, почели су да излазе каталози „Зумштајн” (први пут објављен у Швајцарској 1909.) и „Мишел” (први пут објављен у Немачкој 1910. године).
Године 1934, идеју да се слави годишњи Дан поштанских марака предложио је Ханс фон Рудолфи, немачки филателиста. Идеја је брзо усвојена у Немачкој, а касније је прихваћена и у другим земљама. Дан марки је дан сећања који успоставља поштанска управа једне земље и обележава се сваке године, а који је осмишљен да привуче пажњу јавности, популарише употребу и прошири домет поштанске кореспонденције и допринесе развоју филателије. Куба је 1968. за Дан марака посветила поштанску марку са сликом „Ел филателиста” Г. Сајлшена.
Године 1926, основана је Међународна филателистичка федерација (FIP) у оквиру које се од 1929. године редовно организују међународне филателистичке изложбе. Прва светска филателистичка изложба у Прагу одржана је између августа и септембра 1962; Године 1976 FIP је окупио национална друштва из 57 земаља, која су одржала преко 100 изложби, а 1987. године преко 60 земаља је приступило FIP-у.
Од средине 20. века филателија је постала најраспрострањенија област аматерског сакупљања, чему су допринели:
- значајно проширена поштанска размена између земаља,
- поште многих земаља које издају:
  - комеморативне емисије,
  - вишебојне серије марака посвећених историји, најважнијим догађајима нашег времена, уметности, фауни, флори, спорту итд.;
  - појединачне марке, табак (лист са једном или више штампаних маркица и натписом на маргинама) и предмети специфично намењени филателистима;
- распрострањена продаја сабирних знакова поштарине (укључујући и наручене), албума, каталога и других предмета филателије;
- издавање каталога марака;
- домаће и међународне изложбе у организацији филателистичких друштава, домаће и међународне размене, пропаганда филателије кроз специјализоване часописе и другу периодику.[14]

Часописи филателије су у то време излазили на истоку до Пољске и на западу до Северне Америке. У Канади је основан часопис Canadian Stamp News 1976. године као нови огранак часописа Canadian Coin News, покренутог око деценију раније.
Филателију су у великој мери унапредили СССР и нације у његовој сфери утицаја, као и Сједињене Државе, Француска, УК и Аустрија. Филателистичке збирке Британске библиотеке и поштански музеји у Стокхолму, Паризу и Берну имали су у то време јединствене националне филателијске збирке, а међу познатим приватним колекцијама су оне Краљевске филателистичке колекције Ф. Ферарија (Аустрија), М. Бурус (Швајцарска), А. Лихтенштајн, А. Хајнд, Џ. Бокер (САД) и Х. Канај (Јапан).
Средином 1970-их, националне филателистичке организације и удружења постојале су у већини земаља, а 150-200 милиона људи било је укључено у филателију током успостављених састанака.

### Двадесет први век
Од 28. августа до 1. септембра 2004. у Сингапуру је први пут у историји светске филателије одржано Светско првенство у маркама.

## Диверсификација
Проширивање опсега активности:
- Тематска филателија је проучавање онога што је приказано на појединачним маркама. Постоје стотине популарних тема, као што су птице и бродови, песници, председници, монарси, карте, авиони, свемирске летелице, спортови и инсекти на маркама. Марке приказане на маркама такође представљају актуелну област сакупљања. Занимљиви аспекти актуелне филателије укључују грешке у дизајну и измене; на пример, недавно изузимање цигарета са слика коришћених за маркице Сједињених Држава, и приче о томе како су одређене слике коришћене.
- Поштанска историја проучава поштанске системе и како они функционишу. Она исто тако обухвата проучавање поштанских марака и пратећег материјала који илуструје историјске епизоде поштанских система пре и после увођења самолепљивих марака. То укључује проучавање поштанских жигова, пошта, поштанских власти, поштанских тарифа и прописа и процеса којим се писма премештају од пошиљаоца до примаоца, укључујући руте и избор транспорта. Класичан пример је Пони Експрес, који је био најбржи начин за слање писама широм Сједињених Држава током неколико месеци колико је радио. Колекционари веома цене омоте за које се може доказати да су били послати Пони Експресом.
- Аерофилателија је грана историје поште која је специјализована за проучавање ваздушне поште. Филателисти су посматрали развој ваздушног транспорта поште од његовог почетка, и сви аспекти услуга ваздушне поште су опсежно проучавани и документовани од стране стручњака.
- Астрофилателија је грана историје поште која је специјализована за проучавање марака и коверата са поштанским жигом које су повезане са свемиром.
- Поштански прибор обухвата жигосане коверте, поштанске карте, листове писама, аерограме (листове авио-писма) и омоте, од којих већина има утиснуту или отиснуту марку или ознаке које означавају претплату поштарине.
- Еринофилија је проучавање предмета који изгледају као марке, али нису поштанске марке. Примери укључују ускршње печате, божићне печате, пропагандне етикете и тако даље.
- Филателистичка литература документује резултате филателистичке студије и обухвата хиљаде књига и периодичних публикација.
- Филателија прихода је проучавање маркица које се користе за прикупљање пореза или такси на ствари као што су правни документи, судске таксе, признанице, дуван, алкохолна пића, лекови, карте за играње, ловачке дозволе и новине.
- Максимафилија је проучавање максималних карата. Максималне картице се могу дефинисати као разгледница са сликом са поштанском марком на исту тему и поништењем, уз максималну сагласност сва три.
- Закључавање писма укључује „процес савијања и причвршћивања подлога за писма да постану сопствене коверте“ или да се створи облик „механизма за закључавање код кога је очигледно неовлашћено отварање“.[20][21]